# 祝暹
祝暹（1400年—1457年），字孟昭，河南開封府祥符縣人，民籍。明朝政治人物。同進士出身。

## 生平
永乐二十一年（1423年）癸卯科河南鄉試第六名舉人。宣德八年（1433年）癸丑科會試第三十二名，殿試登進士第三甲第二十二名，正統元年四月授行在戶部主事，督饷于口外，丁外艰，服除，改工部，未几改刑部，九年六月升本部员外郎，十三年累陞刑部郎中，佐尚書金濂，討平閩冦鄧茂七。英宗被俘，十四年十一月擢都察院右僉都御史，赴保定府及大宁都司镇守。景泰三年十月因病被召回京，十一月回籍調理。天順元年八月卒，年五十八。

## 家族
曾祖祝秀。祖父祝茰祥。父亲祝德銘。母吳氏，繼母任氏。具慶下。娶胡氏。